# Flaga Singapuru
Flaga Singapuru – prostokąt podzielony na dwa poziome pasy o tej samej wielkości (górny czerwony, dolny biały). Z lewej strony czerwonego pasa znajduje się biały półksiężyc i pięć pięcioramiennych gwiazd.

## Historia
Kiedy w 1959 Singapur uzyskał niemal pełną niepodległość, przyjął flagę w barwach, które od wieków były używane przez dziesiątki państw na terenie Archipelagu Malajskiego. Oficjalnie została podniesiona 3 grudnia 1959.

## Symbolika
Barwy symbolizują powszechne braterstwo i równość wszystkich ludzi (czerwona) oraz czystość i prawość (biała). Półksiężyc jest symbolem młodego państwa, dążącego do osiągnięcia swych ideałów demokracji, pokoju, postępu, sprawiedliwości i równości – symbolizowanych przez pięć gwiazd.